# Éclipse solaire du 1er août 2008
L'éclipse solaire du 1er août 2008 est une éclipse solaire totale.
C'était la 5e éclipse totale du XXIe siècle, mais le 6e passage de l'ombre de la Lune sur la Terre, en ce siècle.

## Visibilité

Parcours de l’ombre de l’éclipse à la surface du globe le 1er août 2008.

### Pénombre
La zone de pénombre (d’éclipse partielle) a été visible depuis :
Terre-Neuve, l’Europe de l’Ouest (Allemagne, Autriche, Belgique, France, Irlande, Luxembourg, Pays-Bas, Pologne, Royaume-Uni, Suisse), la Scandinavie (Danemark, Finlande, Islande, Norvège, Suède), les Pays Baltes (Estonie, Lettonie, Lituanie), l’Europe centrale (Hongrie, Slovaquie, République tchèque), les Balkans (Serbie, Roumanie, Bulgarie, Grèce), la Turquie, la Russie d’Europe, l’Asie centrale, et l’Inde.

### Éclipse totale
L’éclipse totale traversa successivement les pays suivants :
Canada (Nunavut), Groenland (extrême nord), Norvège (uniquement l’île de Kvitøya, à l’est de l’archipel du Svalbard), Russie (ouest de l’archipel François-Joseph, Nouvelle-Zemble, Sibérie, Novossibirsk), Kazakhstan (extrême est, près du point frontalier avec la Chine et la Russie), Mongolie (extrême ouest), Chine.